# Parafia Wniebowzięcia Najświętszej Maryi Panny w Biestrzykowicach
Parafia Wniebowzięcia Najświętszej Maryi Panny – rzymskokatolicka parafia w Biestrzykowicach. Znajduje się w dekanacie Namysłów zachód, archidiecezji wrocławskiej.

## Historia parafii
Parafia została erygowana w XIV wieku. Obsługiwana przez księży archidiecezjalnych. Proboszczem od 2013 roku jest ks. Wojciech Łata.

## Liczba mieszkańców i zasięg parafii
Parafia liczy 1640 wiernych będących mieszkańcami miejscowości:
- Biestrzykowice,
- Jastrzębie,
- Grabówka,
- Karolówka,
- Krzemieniec,
- Kuźnica Miodarska,
- Miodary,
- Młyńskie Stawy,
- Nowy Folwark,
- Zielony Las,
- Żaba,
- Żabka.

## Inne kościoły i kaplice
- Kościół św. Wawrzyńca w Jastrzębiu,
- Kościół św. Izydora w Żabie.

### Cmentarze
- Cmentarz parafilny i komunalny w Biestrzykowicach,
- Cmentarz parafialny w Żabie.

### Szkoły i przedszkola
- Publiczne Przedszkole w Jastrzębiu,
- Publiczne Przedszkole w Biestrzykowicach.

## Parafialne księgi metrykalne
| Księgi metrykalne | Okres ewidencji           |
| ----------------- | ------------------------- |
| chrztów           | 1700–1730 1756–1776 1862– |
| ślubów            | 1850–                     |
| zgonów            | 1854–                     |

## Grupy parafialne
- Żywy Różaniec,
- Rada Parafialna,
- Eucharystyczny Ruch Młodych,
- Lektorzy,
- Ministranci.